# Gaia Germani
Gaia Germani (* 30. August 1942 in Rom als Giovanna Giardina; † 20. Februar 2019 ebenda) war eine italienische Schauspielerin. 

## Leben
Germani wurde in Rom geboren und verlor bereits im Alter von sechs Monaten ihren 33-jährigen Vater aufgrund eines Autounfalls.

## Wirken
Germani war als Schauspielerin in den sechziger und siebziger Jahren in französischen und italienischen Film- und Fernsehproduktionen aktiv und einige ihrer berühmten Filmpartner waren u. a. James Mason, Eddie Constantine, Ugo Tognazzi und Donald Sutherland. Darüber hinaus war sie auf den Titelseiten der Vogue, Tempo, Playmen, Panorama und L’Espresso zu sehen. Im Jahr 1975 zog sie sich von der öffentlichen Bühne ins Privatleben zurück.

## Filmografie
- 1961: Vampire gegen Herakles (Ercole al centro della terra)
- 1962: Inspektor Kent haut auf die Pauke (En plein cirage)
- 1962: Robin Hood – Der Löwe von Sherwood (Il trionfo di Robin Hood)
- 1962: Party mit zwölf Pistolen (L'Oeil du monocle)
- 1963: Treffpunkt Tanger (Finche' dura la Temptesta)
- 1963: Geheimagent S. schlägt zu (L'Honorable Stanislas)
- 1963: Zum Nachtisch blaue Bohnen (À toi de faire… mignonne)
- 1964: I maniaci
- 1964: Il castello die morti vivi
- 1965: OSS77 - Operazione fior di loto
- 1965: Marcia nuziale
- 1965: Einmal zu wenig, einmal zu viel (I complessi)
- 1966: Mike Murphy 077 gegen Ypotron (Agente Logan - missione Ypotron)
- 1967: Mister X
- 1967: Bang Bang
- 1972: La donna di picche (Fernsehserie, 4 Folgen)
- 1972: Der Teufel kommt nachts (Il diavolo nel cervello)
- 1972: Blutige Straße (Nessuno deve sapere) (Fernsehserie, 3 Folgen)
- 1972: Serata al gatto nero (Fernsehserie, 2 Folgen)
- 1974: Seduzione coniugale
- 1975: Diagnosen (Fernsehserie, 1 Folge)
- 1975: Un uomo curioso (Fernsehfilm)